# Nordostthüringisch
Das Nordostthüringische ist ein Dialekt der thüringisch-obersächsischen Dialektgruppe, der um Artern in Thüringen gesprochen wird. In Sachsen-Anhalt gibt es verschiedene eigenständige Dialekte, welche ihre Wurzeln im Nordosthüringischen haben

Verbreitungsgebiet der nordostthüringischen Mundart in Thüringen

## Charakteristik
Der nordostthüringische Sprachraum liegt größtenteils außerhalb der Landesgrenzen Thüringens. Wie im Nordthüringischen finden sich auch hier zahlreiche niederdeutsche Sprachelemente, doch anders als in jenem sind hier die langen i und u wie im Hochdeutschen zu ei und au diphthongiert (Wein, Haus). Merkmale wie die Aussprache von k als g vor Vokalen (Gimmelgerner – Kümmelkörner) und von g als j (jut – gut) sind auch typisch für das benachbarte Osterländische.
Spezifische eigene Dialekte auf niederdeutschem, wie auch osterländischem Substrat innerhalb des nordostthüringischen Sprachraums bilden das Mansfeldische im Mansfelder Land, das Hallische in der Stadt Halle (Saale) und dem Gebiet des ehemaligen Saalkreis und das Merseburgische im Gebiet des ehemaligen Landkreis Merseburg-Querfurt.